# Pucciniosira brickelliae
Pucciniosira brickelliae är en svampart som beskrevs av Dietel & Holw. 1897. Pucciniosira brickelliae ingår i släktet Pucciniosira och familjen Pucciniosiraceae.   Inga underarter finns listade i Catalogue of Life.